# Medal za Udział w Wojnie 1940–45
Medal Pamiątkowy za Udział w Wojnie 1940–45 (duń. Kong Christian X's Erindringsmedalje for Deltagelse i Krigen 1940–45) — duńskie odznaczenie wojskowe nadawane obywatelom duńskim, którzy w latach 1940–1945 brali udział w walkach służąc w oddziałach alianckich.

## Historia
Odznaczenie zostało ustanowione 3 maja 1946 roku przez króla Chrystiana X, jako wyróżnienie dla obywateli duńskich, którzy w czasie II wojny światowej służyli na ochotnika w armiach alianckich. Nadawanie zakończono w 1954.

## Zasady nadawania
Medal nadawany był obywatelom duńskim, którzy w latach II wojny światowej na ochotnika wstąpili do wojsk koalicji antyhitlerowskiej i brali udział w walkach przeciwko wojskom niemieckim i ich sojuszników.

## Opis odznaki
Odznaka medalu jest okrągły medalion o średnicy 31 mm wykonany ze srebra, zwieńczony królewską koroną.
Na awersie w centralnej części został umieszczony profil głowy króla Chrystiana X. Wzdłuż krawędzi na obwodzie jest napis „CHRISTIAN X • MIN GUD • MIT LAND • MIN ÆRE” (pol. „CHRYSTIAN X • MÓJ BÓG • MÓJ KRAJ • MÓJ HONOR”).
Na rewersie znajduje się pięciowersowy napis „FOR • DELTAGELSE • I ALLIERET • KRIGSTJENESTE • 1940-45” (pol. „ZA • UDZIAŁ • W SOJUSZNICZEJ • SŁUŻBIE WOJENNEJ • 1940-45”).
Medal zawieszony był na składanej w pięciokąt wstążce koloru czerwonego, w środku cztery wąskie paski koloru białego.

## Odznaczeni
Łącznie przyznano 905 medali, w tym 78 nadano pośmiertnie. Około 90 medali otrzymały kobiety.